# B.1.617
A linhagem B.1.617 é uma linhagem do SARS-CoV-2, o vírus que causa a COVID-19. Chegou à atenção internacional pela primeira vez no final de março de 2021, depois que o recém-estabelecido Consórcio Indiano de SARS-CoV-2 em Genômica (INSACOG) realizou o sequenciamento de genomas em amostras positivas em vários estados indianos. A análise de amostras de Maarastra revelou que, em relação a dezembro de 2020, houve um aumento na fração de amostras com as mutações E484Q e L452R. A linhagem B.1.617 mais tarde passou a ser chamada de mutante dupla pela mídia.
A linhagem B.1.617 tem três sublinhagens de acordo com a nomenclatura PANGO:
- B.1.617.1 (variante Kappa), detectado pela primeira vez na Índia em dezembro de 2020
- B.1.617.2 (variante Delta), detectado pela primeira vez na Índia no final de 2020
- B.1.617.3, observado pela primeira vez em janeiro de 2021.

## História
A primeira sequência de genomas B.1.617 foi submetida ao GISAID no outono de 2020, de acordo com uma fonte. A equipe da PANGO por trás da curadoria manual da Árvore filogenética do SARS-CoV-2 observou que a primeira sequência foi a partir de 7 de dezembro de 2020. Eles propuseram uma nova designação para a variante contendo as mutações na proteína de pico, incluindo G142D, L452R, E484Q, D614G, P681R entre outros e esta variante passou a ser atribuída linhagem PANGO B.1.617 em 1 de abril de 2021. Eles revisaram a árvore filogenética para incluir três sublineagens de B.1.617 em 21 de abril de 2021 depois de notar que nem todas as sequências de genomas atribuídas pela ferramenta PANGOLIN continham o mesmo conjunto de mutações.
Até meados de abril de 2021, a Índia apresentou o maior número de genomas B.1.617, seguido em frequência pelo Reino Unido e pelos EUA. Com base em informações de genomas, a linhagem B.1.617 foi detectada pela primeira vez no Reino Unido em 22 de fevereiro de 2021, e nos EUA em 23 de fevereiro de 2021.
Depois de detectar 77 casos de linhagem B.1.617 no Reino Unido em meados de abril de 2021, a Public Health England designou a linhagem como uma variante sob investigação. Em menos de dois meses, a variante Delta se tornaria a variante dominante no Reino Unido, com pesquisadores afirmando que evidências iniciais sugeriam que pode haver um risco aumentado de hospitalização para Delta em comparação com a variante Alfa anteriormente dominante.